# Остіжник валеріаноподібний
Остіжник валеріаноподібний або центрантус валеріаноподібний (лат. Centranthus calcitrapa) — вид квіткових рослин родини жимолостеві (Caprifoliaceae).

## Етимологія
лат. calcitrapa — «з вузькими листям».

## Опис
Це однорічна рослина, що досягає висоти зростання від 10 до 40 см. Стебла прості або розгалужені, лисі, сині чи зелені. Листки супротивні. Нижні листки довжиною до 10 см. Квітки розташовані в суцвіттях. Віночок 1,5–3 (-4,5) мм блідо-рожевий. Фрукти (1,7-) 2–2,5 (-3,5) мм, яйцеподібні, голі або волохаті. Період цвітіння триває з березня по червень.

## Поширення
Середземноморський і Макаронезійский регіони (за винятком Кабо-Верде). Росте на сухих луках і пустках.

## Галерея

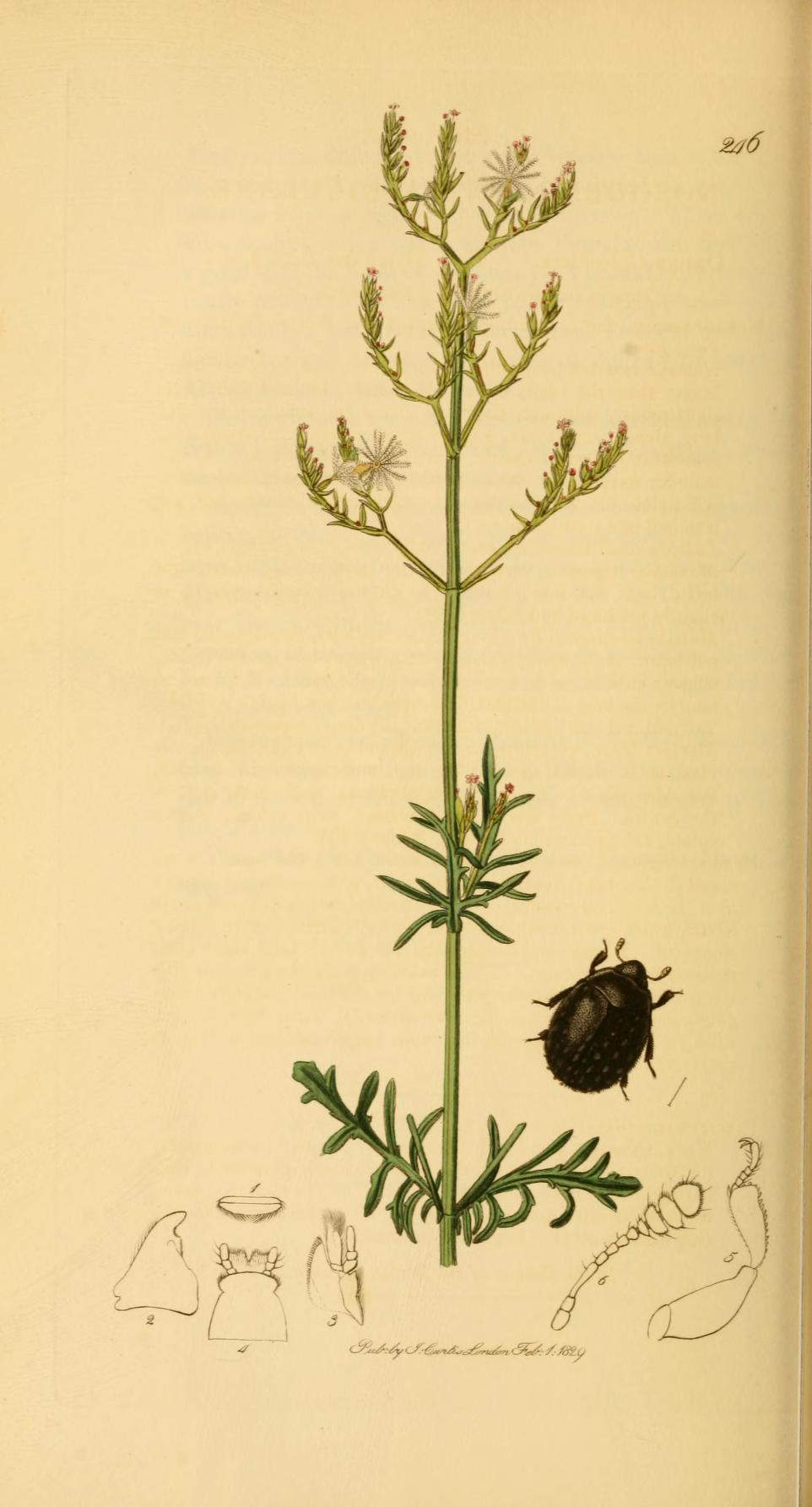
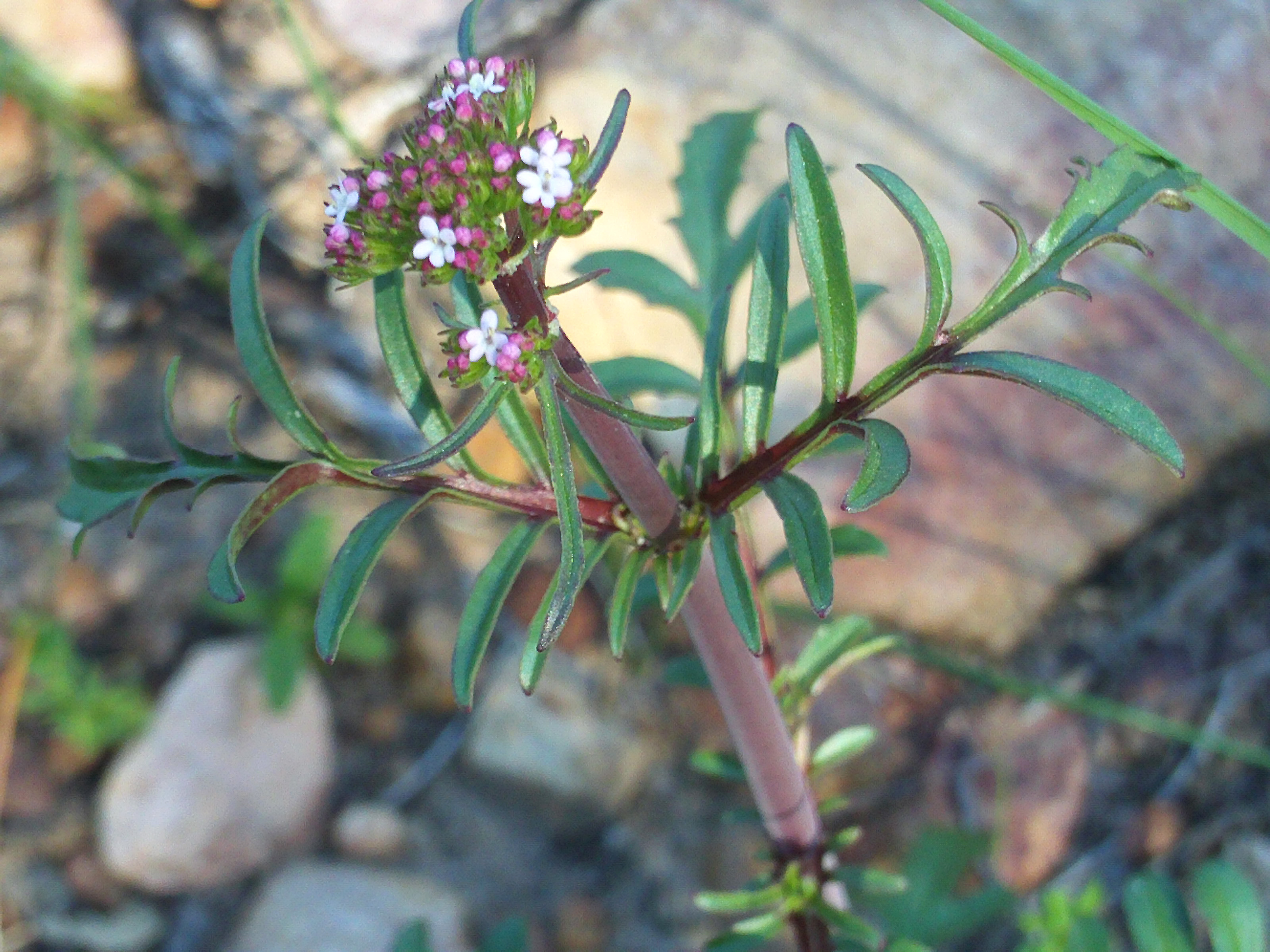
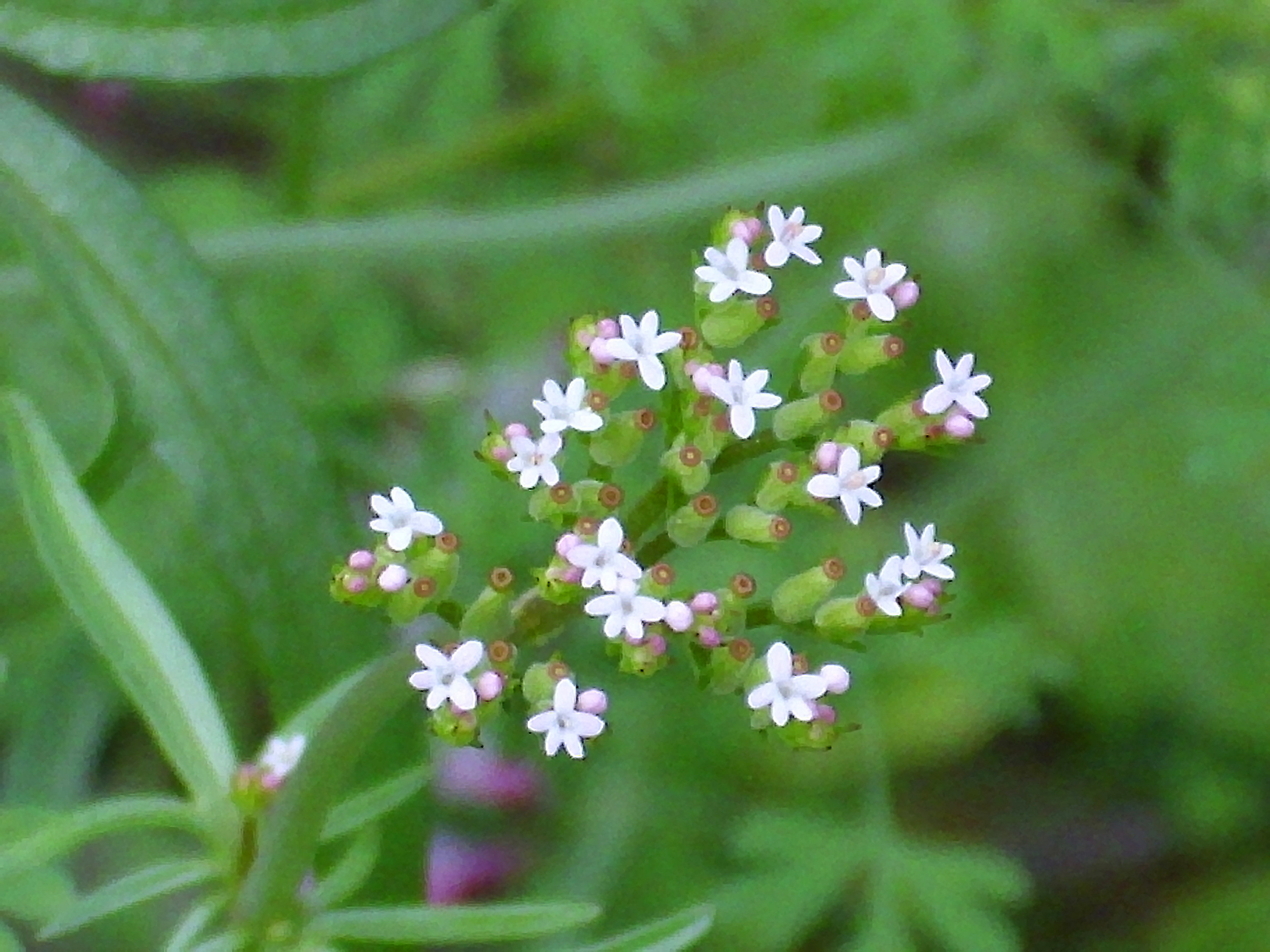